# 谢僧要
谢僧要（？—？），陈郡阳夏人，谢尚的长女，谢僧韶的姐姐。谢僧要嫁给了庾龢，生子庾恒。